# Clark Accord
Clark Bertram Accord (Paramaribo, 6 de marzo de 1961 - Ámsterdam, 11 de mayo de 2011) fue un escritor y artista de Surinam y los Países Bajos. Debutó con la novela De koningin van Paramaribo (La reina de Paramaribo). El libro se convirtió en un éxito de ventas vendiendo más de 120,000 ejemplares, y editado en Alemania, España, América Latina y Finlandia. Su segunda novela, Tussen Apoera en Oreala (Entre Apoera y Oreala), se publicó en el 2005, y es una historia de amor ambientada en las selvas húmedas de Surinam. Su tercera novela, Bingo!, se publicó en el 2007 y es la historia de un jugador compulsivo en Surinam. Además ha escrito numerosos artículos para revistas y periódicos incluidos Elsevier, M, Elle y Marie Claire. 
En el 2007 recibe el Toro de Bronce para el Arte y la Cultura que otorga la comunidad de Surinam en los Países Bajos. El 7 de mayo de 2011, poco antes de su muerte de cáncer de estómago, Clark Accord fue designado embajador de Surinam en los Países Bajos, y se lo distinguió con la Orden de Honor de la Estrella Amarilla.